# Acquavision
Gli Acquavision sono trimarani in acciaio dotati di uno scafo centrale realizzato con lastre di vetro per la visualizzazione dei fondali marini.

## Caratteristiche
Questo tipo di imbarcazione è stata progettata e realizzata negli anni settanta dal tecnico italiano Giorgio Comerio ed è utilizzata a scopo turistico o per la ricerca scientifica.
Diverse unità risultano operative in Italia; in particolare nella riserva marina di Isola di Capo Rizzuto o in Sardegna, dove sono impiegate dagli anni ottanta e in Abruzzo, nel lago di Capodacqua, dal luglio 2022. Alcune imbarcazioni nel 2010 risultavano in servizio in Tunisia, nel porto turistico di Port el Kantaui. 
Il trimarano ha la peculiarità di poter accostare vicino a riva in quanto ha un pescaggio assai ridotto. La parte centrale è realizzata in modo tale da permettere una perfetta visione dei fondali in quanto è dotata di particolari accorgimenti idrodinamici che eliminano la schiuma in superficie e le infiltrazioni d'aria sotto lo scafo, dovute al moto ondoso durante l'avanzamento.